# Calvi (Itália)
Calvi é uma comuna italiana da região da Campania, província de Benevento, com cerca de 2.316 habitantes. Estende-se por uma área de 22 km², tendo uma densidade populacional de 105 hab/km². Faz fronteira com Apice, Mirabella Eclano (AV), Pietradefusi (AV), San Giorgio del Sannio, San Nazzaro, Venticano (AV).

## Demografia
| Variação demográfica do município entre 1861 e 2011                               |
|                                                                                   |
| Fonte: Istituto Nazionale di Statistica (ISTAT) - Elaboração gráfica da Wikipedia |